# Seven de Sudáfrica 2012
El Seven de Sudáfrica de 2012 fue el tercer torneo de la Serie Mundial de Seven de la IRB 2012-13. Se celebró el fin de semana del 8 y 9 de diciembre de 2012 en el Estadio Nelson Mandela Bay en Port Elizabeth, Sudáfrica. Compitieron 16 selecciones nacionales. Entre ellos, además de los 15 "core teams" un equipo designado por la IRB para este torneo.

## Formato
Los equipos son distribuidos en cuatro grupos de cuatro equipos cada uno. Cada equipo juega una vez contra cada equipo de su grupo. Los dos mejores equipos de cada grupo avanzan al cuadro Cup/Plate. Mientras que los dos últimos equipos de cada grupo van al cuadro Bowl/Shield.

## Fase de grupos

### Grupo A
| Equipo    | Encuentros | Encuentros | Encuentros | Encuentros | Tantos  | Tantos    | Tantos     | Puntos |
| Equipo    | jugados    | ganados    | empatados  | perdidos   | a favor | en contra | diferencia | Puntos |
| --------- | ---------- | ---------- | ---------- | ---------- | ------- | --------- | ---------- | ------ |
| Sudáfrica | 3          | 3          | 0          | 0          | 58      | 19        | +39        | 9      |
| Francia   | 3          | 1          | 0          | 2          | 43      | 29        | +14        | 5      |
| Australia | 3          | 1          | 0          | 2          | 38      | 55        | −17        | 5      |
| Samoa     | 3          | 1          | 0          | 2          | 26      | 62        | −36        | 5      |

Nota: Se otorgan 3 puntos al equipo que gane un partido, 2 al que empate y 1 al que pierda

### Grupo B
| Equipo        | Encuentros | Encuentros | Encuentros | Encuentros | Tantos  | Tantos    | Tantos     | Puntos |
| Equipo        | jugados    | ganados    | empatados  | perdidos   | a favor | en contra | diferencia | Puntos |
| ------------- | ---------- | ---------- | ---------- | ---------- | ------- | --------- | ---------- | ------ |
| Fiyi          | 3          | 2          | 0          | 1          | 72      | 52        | +20        | 7      |
| Nueva Zelanda | 3          | 2          | 0          | 1          | 50      | 38        | +12        | 7      |
| Inglaterra    | 3          | 1          | 0          | 2          | 59      | 65        | −6         | 5      |
| Escocia       | 3          | 1          | 0          | 2          | 40      | 66        | −26        | 5      |

### Grupo C
| Equipo    | Encuentros | Encuentros | Encuentros | Encuentros | Tantos  | Tantos    | Tantos     | Puntos |
| Equipo    | jugados    | ganados    | empatados  | perdidos   | a favor | en contra | diferencia | Puntos |
| --------- | ---------- | ---------- | ---------- | ---------- | ------- | --------- | ---------- | ------ |
| Gales     | 3          | 2          | 0          | 1          | 52      | 31        | +21        | 7      |
| Argentina | 3          | 2          | 0          | 1          | 50      | 42        | +8         | 7      |
| Kenia     | 3          | 2          | 0          | 1          | 61      | 64        | −3         | 7      |
| España    | 3          | 0          | 0          | 3          | 33      | 59        | −26        | 3      |

### Grupo D
| Equipo         | Encuentros | Encuentros | Encuentros | Encuentros | Tantos  | Tantos    | Tantos     | Puntos |
| Equipo         | jugados    | ganados    | empatados  | perdidos   | a favor | en contra | diferencia | Puntos |
| -------------- | ---------- | ---------- | ---------- | ---------- | ------- | --------- | ---------- | ------ |
| Portugal       | 3          | 3          | 0          | 0          | 71      | 31        | +19        | 9      |
| Estados Unidos | 3          | 2          | 0          | 1          | 59      | 55        | +4         | 7      |
| Canadá         | 3          | 1          | 0          | 2          | 45      | 54        | +12        | 5      |
| Zimbabue       | 3          | 0          | 0          | 3          | 29      | 64        | −35        | 3      |

## Fase Final

### Cuartos de final
| 9 de diciembre | Sudáfrica | 17 - 7 | Estados Unidos |  |  |

| 9 de diciembre | Gales | 5 - 35 | Nueva Zelanda |  |  |

| 9 de diciembre | Portugal | 7 - 10 | Francia |  |  |

| 9 de diciembre | Fiyi | 12 - 15 | Argentina |  |  |

### Semifinal
| 9 de diciembre | Sudáfrica | 5 - 12 | Nueva Zelanda |  |  |

| 9 de diciembre | Francia | 10 - 7 | Argentina |  |  |

### Final
| 9 de diciembre | Nueva Zelanda | 47 - 12 | Francia |  |  |

| Bandera de Nueva Zelanda |
| Campeón Nueva Zelanda    |
| 1º título del circuito   |